# Dīvraz
Dīvraz (persiska: ديورز) är en ort i Iran.   Den ligger i provinsen Mazandaran, i den norra delen av landet, 110 km nordost om huvudstaden Teheran. Dīvraz ligger 95 meter över havet och antalet invånare är 393.
Terrängen runt Dīvraz är platt åt nordost, men åt sydväst är den kuperad. Terrängen runt Dīvraz sluttar norrut.Runt Dīvraz är det ganska tätbefolkat, med 149 invånare per kvadratkilometer. Närmaste större samhälle är Āmol, 6,3 km öster om Dīvraz. I omgivningarna runt Dīvraz växer i huvudsak blandskog.